# Jean Hamelin (homme politique)
Pour les articles homonymes, voir Hamelin et Jean Hamelin.
Jean Hamelin est un homme politique français, né le 2 février 1916 à Baguer-Pican (Ille-et-Vilaine) et décédé le 19 décembre 1987 à Rennes (Ille-et-Vilaine).
Il a été membre des divers partis gaullistes successifs (de l'UNR au RPR).

## Biographie
Jean Hamelin a longtemps mené une carrière parlementaire dans le sillage d'Yvon Bourges. Il a en effet été son suppléant de la IIe à la VIe législature, de 1962 à 1981, dans la sixième circonscription d'Ille-et-Vilaine. Il a cependant siégé à l'Assemblée nationale au cours de ces différentes législatures au gré des nominations d'Yvon Bourges dans les différents gouvernements.
À la suite de l'élection d'Yvon Bourges au Sénat, il est élu député titulaire pour la VIIe législature (1981 - 1986).
Footballeur amateur, il joua au Stade lavallois. Il participa lors de la saison 1936-37 au 32e de finale de la Coupe de France face à l'Olympique lillois, vice-champion de France en titre.

## Détail des fonctions et des mandats
Mandat parlementaire
- 24 mars 1965 - 2 avril 1967 : député de la sixième circonscription d'Ille-et-Vilaine
- 8 mai 1967 - 30 mai 1968 : député de la sixième circonscription d'Ille-et-Vilaine
- 13 août 1968 - 1er avril 1973 : député de la sixième circonscription d'Ille-et-Vilaine
- 1er mars 1975 - 2 avril 1978 : député de la sixième circonscription d'Ille-et-Vilaine
- 6 mai 1978 - 22 mai 1981 : député de la sixième circonscription d'Ille-et-Vilaine
- 21 juin 1981 - 1er avril 1986 : député de la sixième circonscription d'Ille-et-Vilaine

Mandats locaux
- 28 mars 1971 - 19 décembre 1987 : maire de Dol-de-Bretagne
- 14 mars 1976 - 19 décembre 1987 : conseiller général du canton de Dol-de-Bretagne